# Wenceslao Díaz Gallegos
José Wenceslao Díaz Gallegos (San Fernando, 21 de febrero de 1834-19 de enero de 1895), fue un científico y médico cirujano chileno, considerado uno de los padres de la medicina sanitaria en el país. 
Formador de generaciones de facultativos e introductor en Chile de instrumental médico como el termómetro y la aguja hipodérmica.

## Primeros años de vida
Nació en la hacienda Limahue, cerca de San Fernando, sus padres fueron José María Díaz Verdugo (1808-1876) agricultor, P. Nacional, regidor y alcalde de San Fernando, y Leonarda Gallegos Verdugo (1812). Fue bautizado en la Parroquia de San Fernando con los nombres de José Wenceslao. 

## Educación
Cursa sus primeros estudios en su ciudad natal, pasando luego a estudiar en el Colegio Taforó de Santiago y posteriormente ingresó al Instituto Nacional, terminando sus humanidades en 1852.
Ingresa en la Escuela de Medicina de la Universidad de Chile en 1853, cuando esta funcionaba en el edificio de San Francisco con Las Delicias, actual avenida Libertador General Bernardo O'Higgins. Dos años después se graduó de Bachiller en Ciencias Físicas y Matemáticas en la misma Universidad. Se tituló de médico cirujano en 1859. Su especialización le permitió presidir la comisión sanitaria para ayudar a las víctimas del terremoto de Mendoza de 1861.

## Contribuciones a la historia natural
Estudió disciplinas tan diversas como la medicina, la arqueología, la geología, la botánica, la sismología, la climatología, la etnografía y la filosofía y terminó especializándose en geografía médica, considerada como un prerrequisito para especializarse en parasitología y enfermedades tropicales. Hizo excursiones científicos con el geólogo Ignacio Domeyko y recolectó especímenes botánicos. El botánico chileno Rudolfo Amando Philippi nombró por lo menos siete especies de plantas en su honor, incluyendo: Alstroemeria diazii Phil., Boopis diazii Phil., Cerastium diazii Phil., Panargyrus diazii Phil., Schizanthus diazii Phil., Ourisia diazii Phil., y Senecio diazii Phil.

## Matrimonio e hijos
En el año 1864, contrajo matrimonio con María Luisa Lira Errázuriz, en la Capilla de la Caridad, en Santiago, siendo padrinos don José María Díaz y Verdugo y doña Margarita Argomedo de Lira, y testigos don José Bernardo Lira, el doctor Valentín Saldías y don Juan C. Ossa, bendiciendo el matrimonio monseñor Ignacio Víctor Eyzaguirre. Con quien tuvo numerosa descendencia, entre la que se cuenta Rafael Luis, el político Alberto Díaz Lira, Alberto, Marta, María Luisa, el médico Eugenio Díaz Lira, Javier, Álvaro, Amelia, Alfonso y María Cristina.

## Vida pública
En 1873 fue nombrado titular de la cátedra de medicina interna en la Escuela de Medicina. Desde esa posición impulsó la introducción de moderno instrumental médico como el termómetro y la jeringa hipodérmica de Pravaz. Esta última fue empleada para inyectar morfina, atropina y cocaína en el tratamiento de los pacientes. Ambos no habían sido nunca antes empleados en el país.
Entre los años 1877 y 1880 fue decano de la Facultad de Medicina de la Universidad de Chile, desde cuyo cargo trabajó en el diseño de un nuevo edificio para la facultad, pero debió abandonar el proyecto tras el estallido de la Guerra del Pacífico (1879-1883). 
Durante el conflicto asumió como Director del Servicio Sanitario del Ejército, donde también innovó en los sistemas hospitalarios. Tras la guerra fue uno de los líderes en controlar la epidemia de Cólera Asiático que afectó a Chile en 1887. Describió las principales características y consecuencias de la enfermedad en el informe médico Memoria de la Comisión Directiva del Servicio Sanitario del cólera 1887-1888.
Fue miembro fundador de la Sociedad Médica de Santiago (1869) y uno de los redactores del primer número de su órgano de difusión, la Revista Médica de Chile (1872). También fue miembro de la Sociedad de Farmacia de Chile, de la Sociedad Médica Quirúrgica, de la Sociedad de Arqueología de Santiago y médico del Hospital San Juan de Dios .
Destacó como gran conocedor de los clásicos griegos, latinos y españoles. También filólogo y lingüista, poseía nociones de griego, latín y otros idiomas. Además estudió las lenguas nativas latinoamericanas, en especial el mapuche, el quechua y aymará.

### Obras (lista incompleta)
- Memoria sobre las Hernias en General: bajo el punto de vista de la patología esterna, 1864.
- Idea de la Geografía Médica de Chile, 1875.
- Instrucciones prácticas y populares sobre el cólera, 1887.
- Apuntes sobre el terremoto de Mendoza 20 de marzo de 1861, 1907.
- Memoria de la Comisión Directiva del Servicio Sanitario del cólera 1887-1888, Imprenta Nacional, Santiago, 1888.